# Pointe du Grand Gouin
Ne doit pas être confondu avec Pointe du Grouin.
La pointe du Grand Gouin est un promontoire rocheux à falaises verticales qui ferme à l'ouest l'anse de Camaret-sur-Mer. Elle protège son port qui constituait, à l'époque de Vauban, un danger de débarquement possible.
On différencie la pointe du Gouin entre le Grand Gouin, au sommet de la falaise, et le Petit Gouin, à mi-falaise.

## Au Grand Gouin
Les ouvrages au Grand Gouin sont :
- Batterie de mortiers (1695) - non localisée
- Batterie de 220 mm (1941)

En 1693, Vauban organise la défense militaire de la région de Brest avec des batteries et retranchements tout autour de la rade de Camaret, de cette pointe du Gouin jusqu'au pied des lignes de Quélern (Louis XIV avait été averti des préparatifs de l'attaque anglo-hollandaise, mais le point précis du débarquement n'était pas connu). 
Les batteries de mortiers pouvaient être dirigées vers l'anse de Camaret et croiser les feux avec ceux du Tremet ou bien être dirigées vers le goulet de Brest et inquiéter les approches ennemies.
Les Allemands construisirent entre la fin de 1942 et l'été 1943 la batterie Camaret sur un site vierge de fortifications. La batterie comportait quatre canons de 220 mm disposés en encuvement. La batterie était armée par le 1/1274 HKAA (Heeres-Küsten-Artillerie-Abteilung). C'était la défense côtière la plus importante de la presqu'île de Crozon. Elle était composée de quatre batteries de 220 mm Schneider, chacune étant accompagnée de quatre bunkers, ainsi qu'un poste directeur de tir et plusieurs pièces contre avion. Les batteries avaient une longue portée (22 km).

## Au Petit Gouin
Les ouvrages au Petit Gouin sont :
- Réduit modèle no 2 type 1846 (1813)
- 2 casemates (1941)
- Magasin sous roc

Ce n'est qu'en 1841 qu'est repris le renforcement de la défense des côtes. La batterie du Petit Gouin est alors réorganisée et dotée d'un réduit type 1846, daté de 1859. 
En 1941, les Allemands mettent un toit sur la plate-forme pour y loger la troupe. Deux casemates allemandes armées de canons de 105 mm sont situées à proximité.

## Galerie

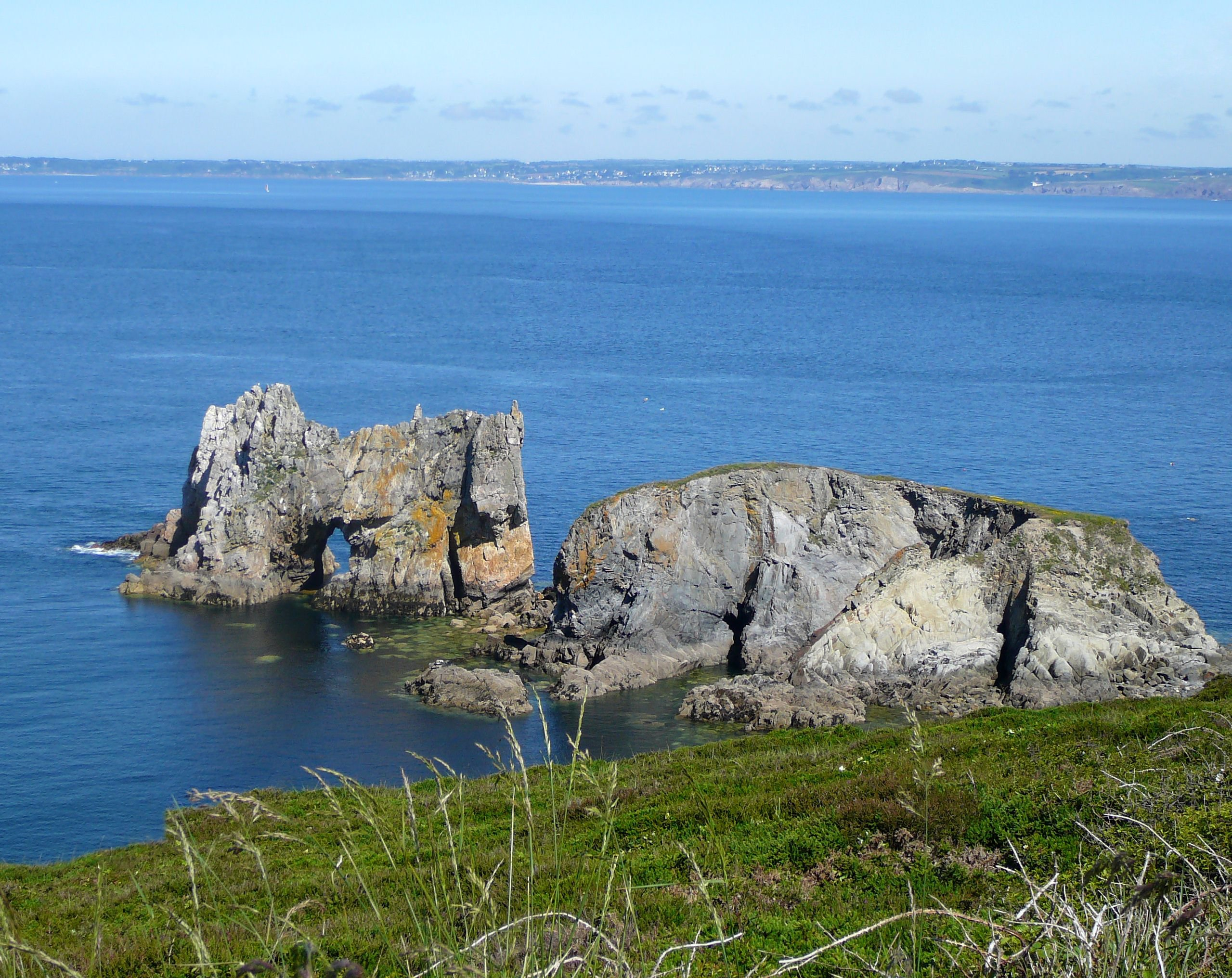
Rochers à la Pointe du Grand Gouin
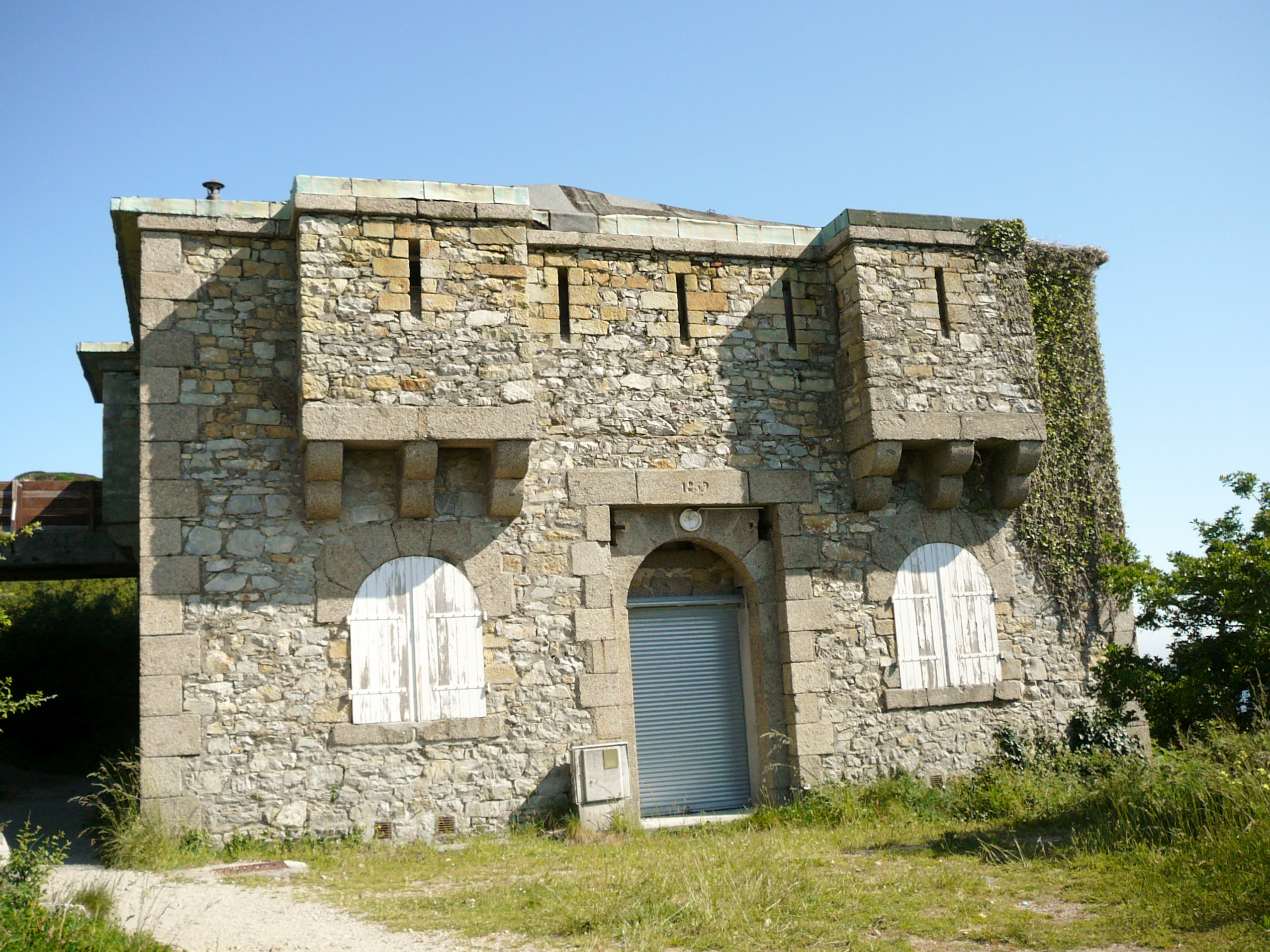
Réduit modèle n°2 type 1846 du Petit Gouin
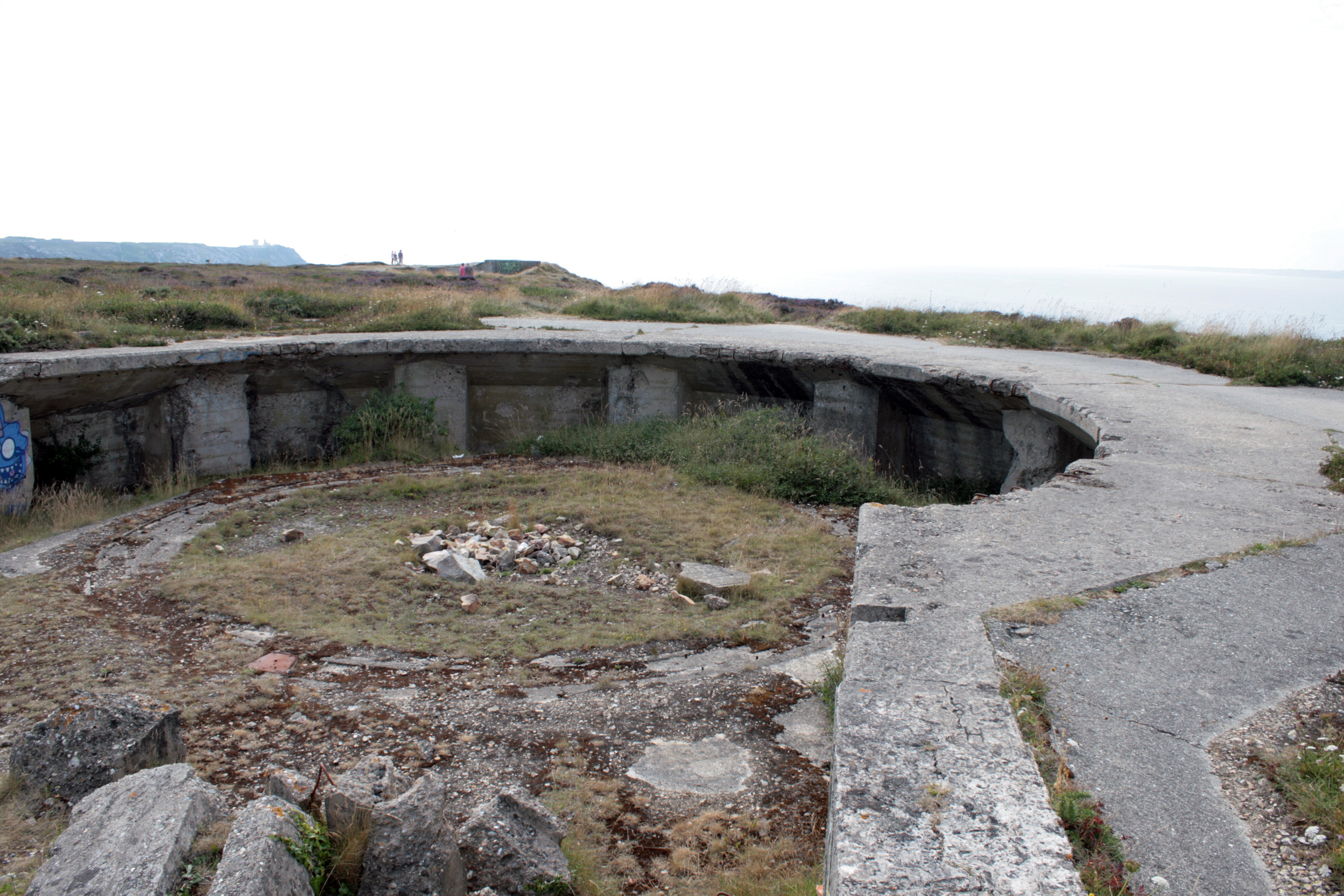
Vestige d'une batterie allemande
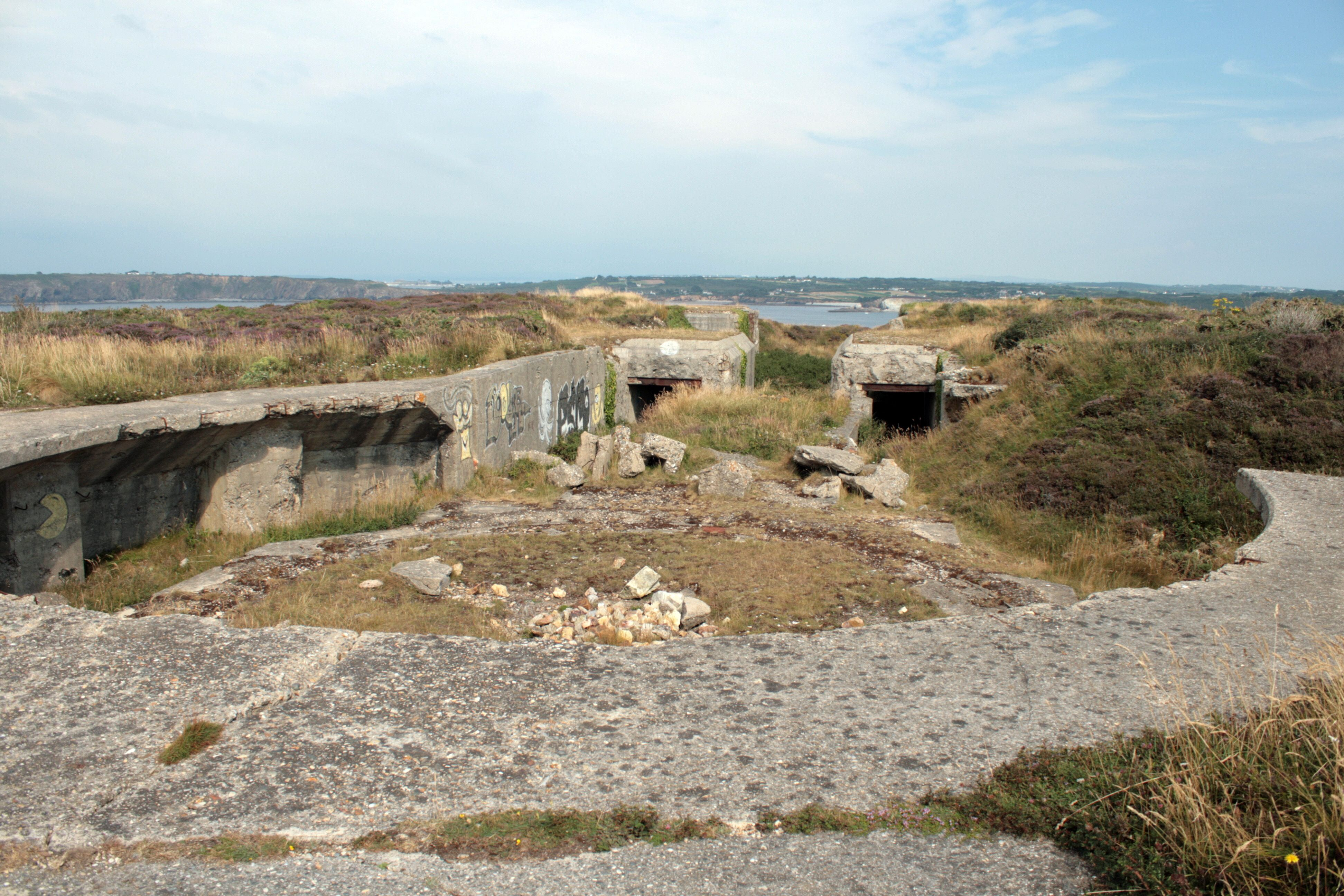
Vestige d'une batterie allemande